# Vöröstó, Veszprém
Vöröstó  este un sat în districtul Veszprém, județul Veszprém, Ungaria, având o populație de 88 de locuitori (2011). 

## Demografie
Componența etnică a satului Vöröstó
     Maghiari (71,15%)
     Germani (28,85%)
Componența confesională a satului Vöröstó
     Romano-catolici (63,64%)
     Fără religie (7,95%)
     Atei (5,68%)
     Necunoscută (22,73%)
Conform recensământului din 2011, satul Vöröstó avea 88 de locuitori. Din punct de vedere etnic, majoritatea locuitorilor (71,15%) erau maghiari, cu o minoritate de germani (28,85%).  Din punct de vedere confesional, majoritatea locuitorilor (63,64%) erau romano-catolici, existând și minorități de persoane fără religie (7,95%) și atei (5,68%). Pentru 22,73% din locuitori nu este cunoscută apartenența confesională.